# Tennistoernooi van Peking 2018
|                                             |  |                                             |
| Caroline Wozniacki, winnares bij de vrouwen |  | Nikoloz Basilasjvili, winnaar bij de mannen |

Het tennistoernooi van Peking van 2018 werd van zaterdag 29 september tot en met zondag 7 oktober 2018 gespeeld op de hardcourtbanen van het China National Tennis Center, in het olympisch park van de Chinese hoofdstad Peking. De officiële naam van het toernooi was China Open.
Het toernooi bestond uit twee delen:
- WTA-toernooi van Peking 2018, het toernooi voor de vrouwen
- ATP-toernooi van Peking 2018, het toernooi voor de mannen

## Toernooikalender
| Peking            | september 2018 | september 2018 | oktober 2018 | oktober 2018 | oktober 2018 | oktober 2018 | oktober 2018 | oktober 2018 | oktober 2018 | oktober 2018 | oktober 2018 |
| Peking            | zat 29         | zon 30         | maa 1        | maa 1        | din 2        | woe 3        | woe 3        | don 4        | vrĳ 5        | zat 6        | zon 7        |
| ----------------- | -------------- | -------------- | ------------ | ------------ | ------------ | ------------ | ------------ | ------------ | ------------ | ------------ | ------------ |
| vrouwenenkelspel  | 1e ronde       | 1e ronde       | 1e ronde     | 2e ronde     | 2e ronde     | 2e ronde     | 3e ronde     | 3e ronde     | kwartfinale  | halve finale | finale       |
| vrouwendubbelspel | 1e ronde       | 1e ronde       | 1e ronde     | 1e ronde     | 2e ronde     | 2e ronde     | 2e ronde     | kwartfinale  | kwartfinale  | halve finale | finale       |
| mannenenkelspel   |                |                | 1e ronde     | 1e ronde     | 1e ronde     | 2e ronde     | 2e ronde     | 2e ronde     | kwartfinale  | halve finale | finale       |
| mannendubbelspel  |                |                | 1e ronde     | 1e ronde     | 1e ronde     | 2e ronde     | 2e ronde     | 2e ronde     | halve finale | halve finale | finale       |

ATP-toernooi van Peking‎ – WTA-toernooi van Peking/Shanghai

2000 · 2001–2003 · 2004 · 2005 · 2006 · 2007 · 2008 · 2009 · 2010 · 2011 · 2012 · 2013 · 2014 · 2015 · 2016 · 2017 · 2018 · 2019 · 2020–2022 · 2023 · 2024